# Heterischnus bicolorator
Heterischnus bicolorator là một loài tò vò trong họ Ichneumonidae.